# Триніті (Техас)
Триніті (англ. Trinity) — місто (англ. city) в США, в окрузі Триніті штату Техас. Населення — 2343 особи (2020).

## Географія
Триніті розташоване за координатами 30°56′40″ пн. ш. 95°22′25″ зх. д. / 30.94444° пн. ш. 95.37361° зх. д. (30.944454, -95.373564).  За даними Бюро перепису населення США в 2010 році місто мало площу 9,82 км², уся площа — суходіл.

## Демографія
Згідно з переписом 2010 року, у місті мешкало 2697 осіб у 1071 домогосподарстві у складі 645 родин. Густота населення становила 275 осіб/км².  Було 1277 помешкань (130/км²).
Расовий склад населення:
| - 55,9 % — білих - 28,4 % — чорних або афроамериканців - 0,6 % — азіатів - 0,2 % — корінних американців - 0,1 % — вихідців з тихоокеанських островів - 12,8 % — осіб інших рас |

До двох чи більше рас належало 2,1 %. Частка іспаномовних становила 20,6 % від усіх жителів.
За віковим діапазоном населення розподілялося таким чином: 27,1 % — особи молодші 18 років, 58,0 % — особи у віці 18—64 років, 14,9 % — особи у віці 65 років та старші. Медіана віку мешканця становила 37,5 року. На 100 осіб жіночої статі у місті припадало 89,5 чоловіків;  на 100 жінок у віці від 18 років та старших — 87,5 чоловіків також старших 18 років.
Середній дохід на одне домашнє господарство  становив 39 255 доларів США (медіана — 22 331), а середній дохід на одну сім'ю — 49 745 доларів (медіана — 30 294). Медіана доходів становила 30 417 доларів для чоловіків та 28 205 доларів для жінок. За межею бідності перебувало 26,6 % осіб, у тому числі 41,0 % дітей у віці до 18 років та 15,5 % осіб у віці 65 років та старших.
Цивільне працевлаштоване населення становило 1028 осіб. Основні галузі зайнятості: мистецтво, розваги та відпочинок — 36,6 %, роздрібна торгівля — 12,0 %, освіта, охорона здоров'я та соціальна допомога — 10,1 %, публічна адміністрація — 9,5 %.